# Kristen Maloney
Kristen Maloney född den 10 mars 1981 i Hackettstown, New Jersey, är en amerikansk gymnast.
Hon tog OS-brons i lagmångkampen i samband med de olympiska gymnastiktävlingarna 2000 i Sydney.